# Dan Gîrleanu
Dan Gîrleanu   (Oradea, 2 de juny de 1954) és un jugador de voleibol romanès, ja retirat, que va competir durant les dècades de 1970 i 1980.
El 1980 va prendre part en els Jocs Olímpics d'Estiu de Moscou, on guanyà la medalla de bronze en la competició de voleibol. En el seu palmarès també destaca una medalla de bronze al Campionat d'Europa de voleibol de 1977 i una d'or a les Universíades de 1981. Amb la selecció romanesa jugà més de 300 partits.
A nivell de clubs va jugar al Dinamo București, guanyant la Recopa d'Europa de 1979, la Copa d’Europa de 1981 i set títols nacionals.
Després de retirar-se de les competicions va treballar com a entrenador en diferents equips.